# Tingwall Airport

i7
i11
i13
Der Tingwall Airport (auch Lerwick/Tingwall Airport, IATA-Code: LWK, ICAO-Code: EGET) ist ein Flugplatz auf dem Mainland der Shetlandinseln im namensgebenden Tal Tingwall. Er verfügt lediglich über eine sehr eingeschränkte Infrastruktur und ist über die A971 erreichbar. Betreiber des Flugplatzes ist der Shetlands Islands Council. Von Montag bis Freitag bietet die Fluggesellschaft Directflight Verbindungen nach Foula und Fair Isle an.

## Zwischenfälle
- Am 19. Mai 1996 stürzte eine Britten-Norman BN-2A-26 Islander der britischen Loganair (Luftfahrzeugkennzeichen G-BEDZ) beim zweiten Anflugversuch auf den Flughafen Lerwick/Tingwall 1500 Meter vor der Landebahn ab. Bei der Kurve in den Endanflug flog der Pilot die Maschine in eine Rechtskurve mit 70° Schräglage und etwa 20° Längsneigung. Dabei kollidierte das Flugzeug bei einer um das Zweifache überhöhten Geschwindigkeit mit dem Gelände. Der Pilot kamen ums Leben, die beiden Passagiere überlebten.[8]